# Unterbrunn (gemeindefreies Gebiet)
Das Gemeindefreie Gebiet Unterbrunn war ein 5,2868 km² großes gemeindefreies Gebiet im Landkreis Starnberg in Bayern mit der Schlüsselnummer 09188452. Es wurde zum Jahresende 2010 aufgelöst.
Das Gebiet lag südlich von Gauting, westlich von Königswiesen und der Würm, nördlich von Rieden und östlich von Oberbrunn, Hausen und Hanfeld. Es ist dicht bewaldet und wird auch als Königswieser Forst bezeichnet.
Zum 1. Januar 2011 wurden 51 Flurstücke mit einer Gesamtfläche von 5.211.552 m2 nach Gauting eingemeindet und fünf Flurstücke mit insgesamt  75.184 m2 in die Stadt Starnberg. Alle Flurstücke gehörten zur Gemarkung Unterbrunn.
Am 1. Januar 2010 lagen die Zuständigkeiten beim Landkreis Starnberg, beim Amtsgericht Starnberg, dem Finanzamt Starnberg, dem Vermessungsamt Landsberg am Lech, dem Amt für Ernährung, Landwirtschaft und Forsten Weilheim in Oberbayern und dem Standesamt Gauting.